# Rynek Ratusz we Wrocławiu

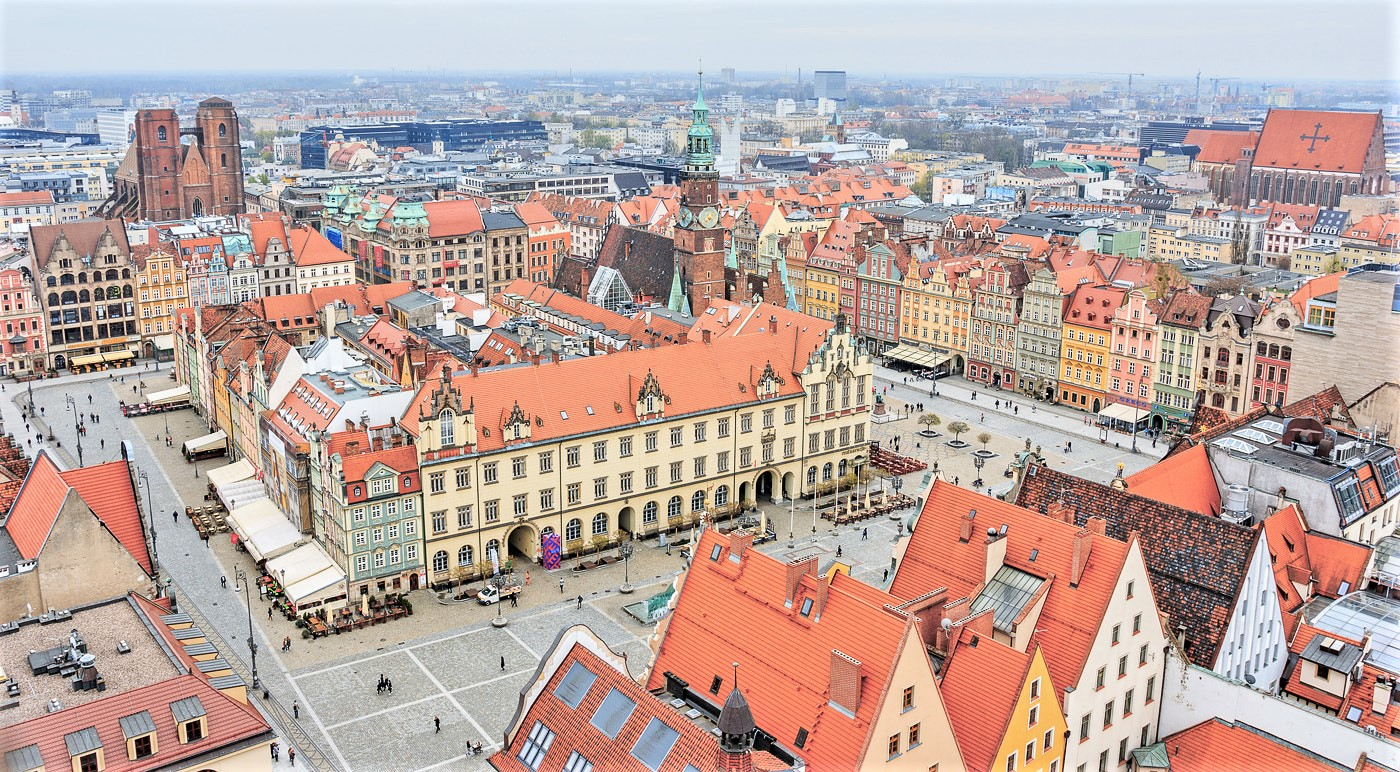
Zabudowa śródrynkowa wokół której przebiega rynek Ratusz.

Rynek Ratusz – ulica położona we Wrocławiu, przebiegająca w obrębie Rynku, od Ratusza wokół zespołu zabudowy śródrynkowej (tretu), na Starym Mieście, w ramach osiedla Stare Miasto. Wszystkie punkty adresowe zabudowy tretu z wejściem od strony Rynku przypisane są do tej ulicy – rynek Ratusz – a punkty adresowe zabudowy okalającej Rynek przypisane są do samego Rynku. Jeden z trzech we Wrocławiu obiektów, wg stanu na 2020 rok, z wyróżnikiem nazwy (kategoria/rodzaj w bazie TERYT spis ULIC) "rynek". Wszystkie budynki położone przy ulicy wpisane są do rejestru zabytków. 

## Nazwy
W swojej historii ulica nosiła następujące nazwy:
- Am Rathause,
- Przy Ratuszu, do 1978 r.
- rynek Ratusz, od 1978 r.

Proponowano także utworzenie różnych nazw dla poszczególnych odcinków – stron tretu, jednakże projektu tego nie wdrożono:
- Przy Pręgierzu
- Rymarzy
- Przy Wadze
- Przy Ratuszu.

## Układ drogowy
Droga ta biegnie w obrębie wrocławskiego Rynku wokół zespołu zabudowy śródrynkowej, przy czym nie obejmuje odcinka wokół Ratusza. Nie jest w żaden sposób wyodrębniona z placu, choć jest widoczna na niektórych odcinkach, przykładowo w posadce zachodniej strony rynku w postaci odpowiednio ułożonej nawierzchni kamiennej.
Ulica łączy się w formie otwartego placu przeznaczonego do ruchu pieszego z wrocławskim Rynkiem, po jednej stronie, a po stronie zabudowanej z przejściami do wnętrza zespołu zabudowy śródrynkowej. Tylko połączenie z Sukiennicami od strony wschodniej jest połączeniem otwartym, niezabudowanym. Pozostałe mają formę przejść lub przejazdów bramowych.
| przejście                               | budynek                                   | rodzaj                       | fotografia |
| --------------------------------------- | ----------------------------------------- | ---------------------------- | ---------- |
| strona południowa zabudowy śródrynkowej |                                           |                              |            |
| Zaułek Jerzego Grotowskiego             | Sukiennice 11                             | przejście bramowe            |            |
| strona zachodnia zabudowy śródrynkowej  |                                           |                              |            |
| ulica Sukiennice                        | rynek Ratusz 3-4 / Sukiennice 9-9a        | przejazd i przejścia bramowe |            |
| Przejście Żelaźnicze                    | rynek Ratusz 4-5 / Przejście Żelaźnicze 1 | przejście bramowe            |            |
| Przejście Garncarskie                   | rynek Ratusz 5-6                          | przejazd bramowy             |            |
| strona północna zabudowy śródrynkowej   |                                           |                              |            |
| Zaułek Jerzego Grotowskiego             | rynek Ratusz 13                           | przejście bramowe            |            |
| strona wschodnia zabudowy śródrynkowej  |                                           |                              |            |
| Przejście Garncarskie                   | rynek Ratusz 25                           | przejście bramowe            |            |
| Przejście Żelaźnicze                    | rynek Ratusz 27                           | przejście bramowe            |            |
| Sukiennice                              | nie dotyczy                               | ulica                        |            |

## Zabudowa i zagospodarowanie

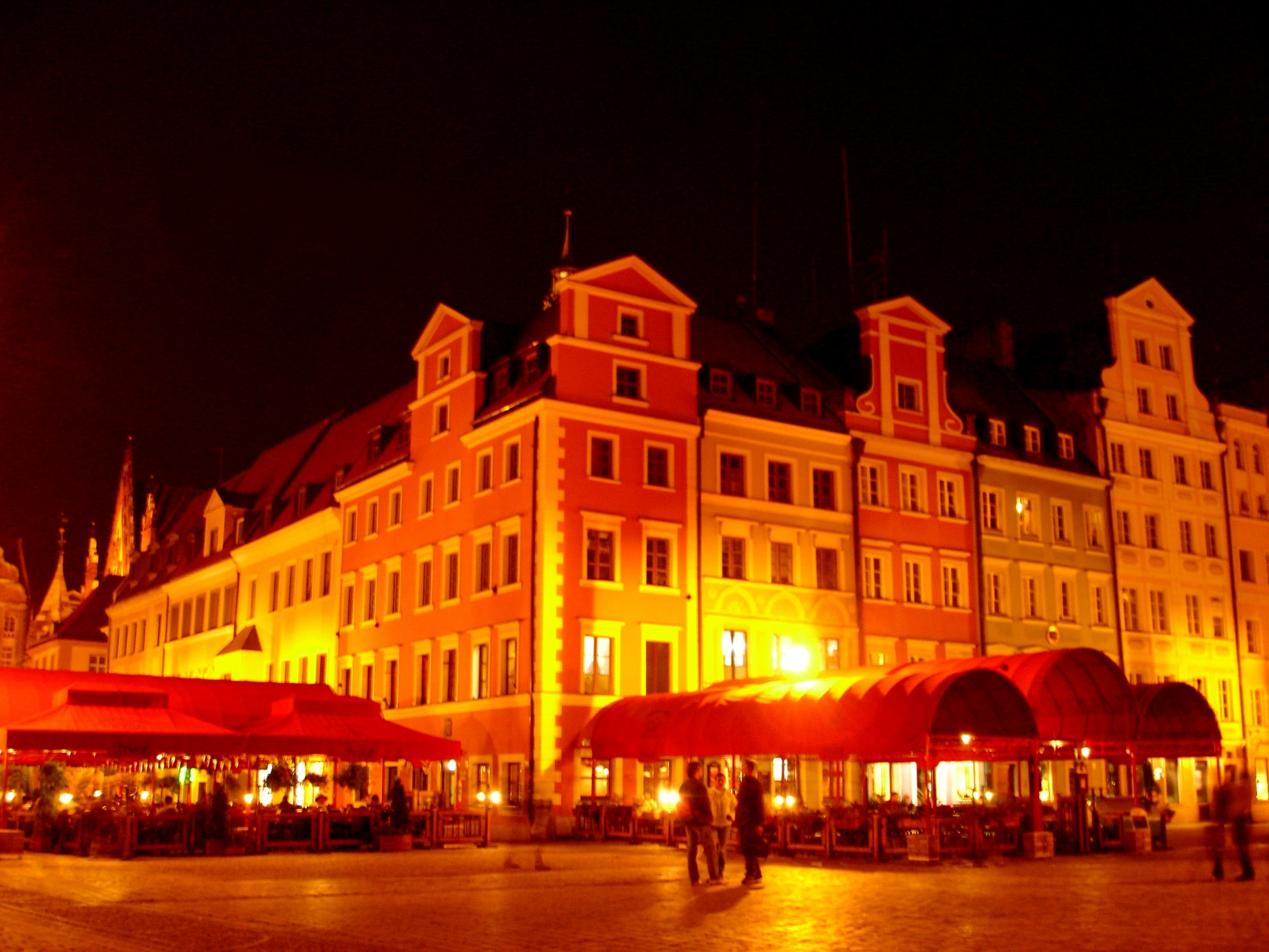
Ogródki kawiarniane, odcinek północny i wschodni.

Cała zabudowa przy tej ulicy skoncentrowana jest w obrębie zespołu zabudowy śródrynkowej (tretu) przy czym wszystkie budynki przy tej ulicy są zabytkami wpisanymi do rejestru zabytków. Powierzchnia tego obszaru otoczonego rynkiem Ratusz wynosi około 1,1 ha. Zabudowa ta dla punktów adresowych z wejściami od strony Rynku ma przypisane adresy do rynek Ratusz. Natomiast druga strona ulicy to poszczególne części rynku w postaci placu ograniczanego zabudową okalającą Rynek z przypisanymi punktami adresowymi do rynek Rynek.
Jak wyżej zaznaczono zabudowa ulicy znajduje się po jej jednej stronie i obejmuje budynki o funkcji usługowej i handlowej w parterach, a często także na wyższych kondygnacjach. Funkcje mieszkalne dopuszczalne są wyłącznie na kondygnacjach powyżej parteru. Sama droga wzdłuż zabudowanej pierzei ulicy częściowo wykorzystywana jest pod urządzenie letnich ogródków kawiarnianych jako przedłużenia sal konsumpcyjnych lokali gastronomicznych i tym samym nie jest dostępna dla ruchu pieszego z wyłączeniem dojść do budynków.
Wybrane obiekty i instytucje:
- rynek Ratusz 1: restauracja Pod Fredrą[15]
- rynek Ratusz 2: browar Spiż[16]
- rynek Ratusz 7-9: Urząd Miejski Wrocławia[6][17][18]
- rynek Ratusz 10: klub PRL[19]
- rynek Ratusz 11-12: Polskie Towarzystwo Turystyczno-Krajoznawcze Oddział Wrocławski[20]
- rynek Ratusz 24-27: restauracja Bierhalle[21] (wcześniej Klub Związków Twórczych)
- rynek Ratusz 27a: bar wegański Vega[22][23] , najstarsza w Polsce restauracja wegańska (od 1987 r.)[23] .

Ulica położona jest w obszarze znajdującym się na wysokości bezwzględnej pomiędzy 119,0 a 120,5 m n.p.m. Jest on objęty rejonem statystycznym nr 933110, w którym gęstość zaludnienia wynosiła 5454 osób/km² przy 564 osobach zameldowanych (według stanu na dzień 31.12.2019 r.).

## Ochrona konserwatorska i zabytki
Obszar, na którym położona jest rynek Ratusz, podlega ochronie w ramach zespołu urbanistycznego Starego Miasta z XIII–XIX wieku, wpisanego do rejestru zabytków pod nr. rej.: 196 z 15.02.1962 oraz A/1580/212 z 12.05.1967 r. Inną formą ochrony tych obszarów jest ustanowienie historycznego centrum miasta, w nieco szerszym obszarowo zakresie niż wyżej wskazany zespół urbanistyczny, jako pomnik historii  . Samo miasto włączyło ten obszar jako cenny i wymagający ochrony do Parku Kulturowego "Stare Miasto", który zakłada ochronę krajobrazu kulturowego oraz uporządkowanie, zachowanie i właściwe kształtowanie krajobrazu kulturowego oraz historycznego charakteru najstarszej części miasta . Ochronie, w postaci wymogu ich zachowania, podlegają także przejścia przez blok zabudowy śródrynkowej łączące poszczególne odcinki rynku Ratusz, tj. "Przejście Sukiennice", "Przejście Żelaźnicze", "Przejście Garncarskie", oraz "Przejście Pokutnicze" – łączące ul. Więzienną z ul. Św. Doroty (obecnie Zaułek Jerzego Grotowskiego). Także zarówno Ratusz, jak i cały blok śródrynkowy podlegają ochronie oraz wskazywane są jako obiekty stanowiące centralną dominantę o najwyższej hierarchii i najbardziej prestiżowym znaczeniu. Dodatkową formą ochrony dla niektórych budynków jest zakaz zmiany funkcji przeznaczonych wyłącznie na funkcję kultury – "Ośrodek Kultury i Sztuki" zgodnie z Rozporządzeniem Ministra Kultury i Sztuki, który obejmuje zabytkowe kamienice rynek Ratusz nr 24 oraz 25, 26 i 27.
Przy ulicy i w najbliższym sąsiedztwie znajdują się następujące zabytki i inne obiekty historyczne:
| obiekt, położenie | powstanie, nr rej. | fotografia |
| --- | --- | ---------- |
| strona północno-wschodnia | |            |
| Ratusz Staromiejski, obecnie m.in. siedziba Muzeum Miejskiego Wrocławia, Muzeum Sztuki Mieszczańskiej, restauracja Ratusz                                                   | wzmiankowany 1299 r., rozbudowy: XIV wiek, początek XV wieku, około 1470-1510 r. (modernizacja i rozbudowa), XVI wiek (przebudowa i modernizacja wnętrz), lata 1615-1616 (przebudowa wnętrz), l. 1884-1891 (regotyzacja fasady, klatka schodowa – proj. K.J. Lüdecke), lata 1934-19 rejestr zabytków: nr A/2908/135 z dnia 15.02.1962 r. |            |
| Kamienica "Pod Żelaznym Krzyżem", obecnie budynek Urzędu Miasta Wrocławia Sukiennice 12                                                                                     | XVI pierwsza połowa XVII wieku, lata 1823-1825 (projekt F. Tschech) rejestr zabytków: nr 173/187 z dnia 15.02.1962 r. |            |
| Kamienica, obecnie budynek Urzędu Miasta Wrocławia Sukiennice 11 | XVI pierwsza połowa XVII wieku, lata 1821-1822 (projekt F. Tschech) rejestr zabytków: nr A/2696/260 z dnia 30.12.1970 r. |            |
| Kamienica, obecnie budynek Urzędu Miasta Wrocławia Sukiennice 10 | XVI pierwsza połowa XVII wieku, lata 1821-1822 (projekt F. Tschech) rejestr zabytków: nr A/2696/260 z dnia 30.12.1970 r. |            |
| Dom Płócienników (kupiecki); od 1863 - Nowy Ratusz, obecnie Urząd Miasta Wrocławia Sukiennice 7-9, rynek Ratusz 3-6                                                         | lata 1521-1859 (rozebrany), lata 1860-1863 (projekt Friedricha Augusta Stülera) z elementami wcześniejszej budowli rejestr zabytków: nr A/2688/206 z dnia 30.12.1970 r. |            |
| Kamienica, obecnie budynek Urzędu Miasta Wrocławia rynek Ratusz 7 | XVIII wiek, 1960 r. (rekonstrukcja), po 2000 r. rejestr zabytków: nr A/2694/232 z dnia 30.12.1970 r. |            |
| Kamienica, obecnie budynek biurowo-usługowy rynek Ratusz 8 | XIII wiek, XVIII wiek (przebudowa), 1960 r. (rekonstrukcja), po 2000 r. rejestr zabytków: nr A/2694/232 z dnia 30.12.1970 r. |            |
| Kamienica, obecnie budynek biurowo-usługowy rynek Ratusz 9 | XXVII wiek, 1960 r. (rekonstrukcja), po 2000 r. rejestr zabytków: nr A/2694/232 z dnia 30.12.1970 r. |            |
| Dom handlowy (m.in. sklepy H. Straka, R. Markfeldta, C. Siecha), obecnie budynek biurowo-usługowy rynek Ratusz 10                                                           | około 1825 r., XX wiek rejestr zabytków: nr A/3112/155 z dnia 15.02.1962 r. |            |
| Kamienica "Pod Złotą Gwiazdą", obecnie budynek biurowo-usługowy rynek Ratusz 11-12                                                                                          | około 1900 r., II połowa XX wieku rejestr zabytków: nr A/2323/494/Wm z dnia 22.09.1992 r. |            |
| Kamienica "Pod Wrocławskim Herbem" ze sklepem jubilerskim Braci Somme (od 1794 r.), obecnie budynek mieszkalno-usługowy rynek Ratusz 13                                     | XVII wiek, 1781 r., lata 1957-1958 (rekonstrukcja) rejestr zabytków: nr A/1560/233 z dnia 30.12.1970 r. |            |
| Kamienica, obecnie budynek mieszkalno-usługowy rynek Ratusz 14 | XVIII wiek, lata 1956-1960 (rekonstrukcja) rejestr zabytków: nr A/1560/233 z dnia 30.12.1970 r. |            |
| Kamienica z handlowymi (dolnymi) kondygnacjami – sklepy Carla Neddermanna (linoleum), Auguste Münzer (sklep z lalkami), obecnie budynek mieszkalno-usługowy rynek Ratusz 15 | około 1800 r., XIX wiek (przebudowa), 1958 r. (rekonstrukcja) rejestr zabytków: nr A/1559/234 z dnia 30.12.1970 r. |            |
| Kamienica, obecnie budynek mieszkalno-usługowy rynek Ratusz 16 | XVI wiek, XIX wiek, 1960 r. (rekonstrukcja) rejestr zabytków: nr A/1604/235 z dnia 30.12.1970 r. |            |
| Kamienica, obecnie budynek mieszkalno-usługow rynek Ratusz 17 | XVII wiek, 1960 r. (rekonstrukcja) rejestr zabytków: nr A/1604/235 z dnia 30.12.1970 r. |            |
| Kamienica "Pod Złotym Słońcem", obecnie budynek biurowo-usługowy rynek Ratusz 18-19                                                                                         | 1709 r., 1884 r., 1960 r. (rekonstrukcja) rejestr zabytków: nr A/1604/235 z dnia 30.12.1970 r. |            |
| Kamienia "Pod Głową św. Jana", obecnie budynek mieszkalno-biurowy ze sklepem w parterze rynek Ratusz 20-21                                                                  | XVIII wiek, lata 1957-1959 (rekonstrukcja) rejestr zabytków: nr A/1603/236 z dnia 30.12.1970 r. |            |
| Kamienica, obecnie budynek biurowo-usługowy rynek Ratusz 22 | XVII wiek, 1862 r., lata 1958-1959 (rekonstrukcja) rejestr zabytków: nr A/1603/236 z dnia 30.12.1970 r. |            |
| Kamienica "Pod Złotym Kapeluszem" z usługowym parterem, obecnie budynek biurowo-usługowy rynek Ratusz 23                                                                    | XVII wiek, lata 1957-1958 (rekonstrukcja) rejestr zabytków: nr A/5353/156 z dnia 30.12.1970 r. |            |
| Kamienica z handlowym parterem, obecnie Ośrodek Kultury i Sztuki Instytucja Kultury Samorządu Województwa Dolnośląskiego rynek Ratusz 24                                    | 1534 r., XVIII wiek, XIX wiek, około 1960 r. (rekonstrukcja) rejestr zabytków: nr A/5353/156 z dnia 30.12.1970 r. |            |
| Dom handlowy "Modehaus Thomas & Exner", następnie Dom handlowy Henel-Fuchs, obecnie budynek handlowo-usługowy (Browar Bierhalle) rynek Ratusz 25                            | XIX wiek, lata 1901-1913 (rozbudowa i przebudowa), 1960 r. (odbudowa) rejestr zabytków: nr A/5353/156 z dnia 30.12.1970 r. |            |
| Dom handlowy Henel-Fuchs, obecnie budynek handlowo-usługowy (Browar Bierhalle) rynek Ratusz 26                                                                              | XIX wiek, lata 1901-1913 (roz- i przebudowa), 1960 r. (odbudowa) rejestr zabytków: nr A/2110/511/Wm z dnia 01.03.1993 r. |            |
| Dom handlowy Henel-Fuchs, obecnie budynek handlowo-usługowy (Browar Bierhalle) rynek Ratusz 27                                                                              | XIX wiek, lata 1901-1913 (roz- i przebudowa), 1960 r. (odbudowa) rejestr zabytków: nr A/2110/511/Wm z dnia 01.03.1993 r. |            |
| Kamienica "Pod bł. Jakubem", obecnie budynek usługowy (Bar "Vega") rynek Ratusz 27a                                                                                         | XIII wiek, lata 1821-1822 (proj.F.Tschech) rejestr zabytków: nr A/4031/183 z dnia 15.02.1962 r. |            |
| Kamienica "Pod Złotym Gronem", obecmoe MUZEUM MIEJSKIE WROCŁAWIA Sukiennice 15                                                                                              | XVI pierwsza połowa XVII wieku, lata 20. XIX wieku rejestr zabytków: nr 174/188 z dnia 15.02.1962 r. |            |

## Punkty widokowe
Ochronie podlegają także wyznaczone punkty widokowe, przy czym, są one wyznaczone zarówno z rynku Ratusza na wybrane obiekty i całe zespoły położone wokół Rynku, jak i z wybranych punktów na zabudowę przy rynku Ratuszu.
| adres, miejsce                              | widok na                                           | fotografia |
| ------------------------------------------- | -------------------------------------------------- | ---------- |
| z rynku Ratusza                             |                                                    |            |
| rynek Ratusz 5-6 Przejście Garncarskie      | pierzeja zachodnia Rynku                           |            |
| rynek Ratusz 13 Zaułek Jerzego Grotowskiego | pierzeja północna Rynku                            |            |
| rynek Ratusz 25 Przejście Garncarskie       | pierzeja wschodnia Rynku                           |            |
| Sukiennice 11 Zaułek Jerzego Grotowskiego   | południowa pierzeja Rynku                          |            |
| w kierunku rynku Ratusza                    |                                                    |            |
| z południowo-wschodniego narożnika Rynku    | Ratusz i wschodnia pierzeja zabudowy śródrynkowej  |            |
| Rynek 19 Zaułek Jerzego Grotowskiego        | Ratusz i południowa pierzeja zabudowy śródrynkowej |            |
| z placu Solnego                             | południowo-zachodnia strona zabudowy śródrynkowej  |            |
| z północno-zachodniego narożnika Rynku      | północno-zachodnia strona zabudowy śródrynkowej    |            |
| Rynek 52 ulica Więzienna                    | północna pierzeja zabudowy śródrynkowej            |            |
| z północno-wschodniego narożnika Rynku      | północno-wschodnia strona zabudowy śródrynkowej    |            |
| ulica Kurzy Targ                            | wschodnia pierzeja zabudowy śródrynkowej           |            |

## Ochrona zieleni
Przy rynku Ratuszu zieleń stanowią drzewa wkomponowane w obszar placu, które podlegają wymogowi ich zachowania. Znajdują się one w formie szpaleru przy południowym odcinku (o przebiegu wschód-zachód) oraz wzdłuż odcinka zachodniego (o przebiegu północ-południe), a także pojedyncze drzewa przy odcinku wschodnim (o przebiegu wschód-zachód).

## Baza TERYT
Dane Głównego Urzędu Statystycznego z bazy TERYT, spis ulic (ULIC):
- województwo: DOLNOŚLĄSKIE (02)
- powiat: Wrocław (0264)
- gmina/dzielnica/delegatura: Wrocław (0264011) gmina miejska
- Miejscowość podstawowa: Wrocław (0986283) miasto
- Nazwa ulicy: rynek Ratusz (18487).